# Хисар капия
Хисар капия е порта в старинните крепостни стени на Филипопол, която е сред днешните забележителности на Пловдив.
Сегашната капия датира от XI – XIII век, но основите са от римско време. Тя е била сред 3-те известни днес входа (заедно със северния и южния) към старинния град, по-точно към местността, позната като Трихълмието. По време на Османската империя възрожденски къщи са вграждани в останките на старите крепостни стени.

## История
Първата порта на това място най-вероятно е била изградена още през 2 в. по време на римското управление на древния Пловдив. През 6 в. по времето на император Юстиниан укрепителната система на града е била укрепена, част от която е била и портата на мястото на Хисар Капия. Според различни източници от античната порта днес са останали само основите, а сегашния си вид тя придобива между 11 – 13 или 12 – 14 век. Използвана е строителна техника, която е типична за архитектурата на Втората българска държава: над свода на портата всеки камък е ограден с парчета червена тухла и споен с бял хоросан.
Хисар Капия губи своята значимост като отбранително съоръжение след нашествието на Османската империя. В района на Хисар капия като масивни основи за построяването на днешните възрожденски къщи са били използвани запазените зидове на някогашните крепостни стени в последния период на османско владение на града.  Долните етажи на околните възрожденски сгради представляват оцелелите през вековете градежи от крепостта. В началото на 20 в. портата е укрепена с цел нейното запазване. Днес тя е една от основните туристически забележителности на Пловдив.

## Галерия
- Хисар капия